# شيدا محمدي
شَيْدا محمّدي (بالفارسية: شيدا محمدى) (2 مارس 1976) شاعرة وروائية‌ إيرانية. ولدت في طهران ونشأت بها. درست اللغة الفارسية وآدابها حتى نالت شهادة ليسانس. تعلمت الرسم على هانيبال الخاص مدة قصيرة. عرفت بمواقفها الإصلاحية في مهنتها الصحفية من 1999 حتى 2003 إزاء المرأة وحقوقها. تركت إيران في نفس السنة وسكنت الولايات المتحدة. لها عدة دواوين شعرية. 

## سيرتها
ولدت شيدا محمدي في يوم 2 مارس 1976 في طهران ونشأت ودرست بها. واصلت تعليمها في اللغة الفارسية وآدابها حتى نالت درجة البكالوريوس. تعلمت الرسم لأول مرة على هانيبال الخاص لفترة قصيرة ، ثم درس الرسم الزيتي على بَريوَش غَنجي. 

في عام 1999، في السنة الأخيرة من دراستها الجامعية ، دخلت الصحافة من خلال نشر قصصها في صحيفة جام جَم، وفي نفس الوقت بدأت حياتها المهنية في الثقافة والأدب و الدراسات الاجتماعية. صدرت ديوانها الأول في 2001 بعنوان ضوء القمر فتح قلبها ... سيدة! (بالفارسية: مهتاب دلش را گشود ...بانو!) وتابعت مهنتها الصحفية بجريدة همشهري. في أغسطس 2002 عينت سكرتيرة صفحة النساء في جريدة إيران ، لكنها تم إغلاقها لاحقًا من قبل السلطة الإيرانية. نُشرت قصائدها وقصصها في مجلات نافه و مساء الخميس و كارنامَة و همشهري وصحف إيران جمعة واعتماد و الجمهورية و وقایع الإتفاقيّة. في مايو 2003 عيّنت رئيسة تحرير مجلة فَرهَنگِستانِ هُنَر، استقالت بعد نشر عددها الأولى بسبب قصور إداري. في صيف نفس السنة 2003، نشرت جريدة إيران تقاريرها الاجتماعية في صحفتها الأولى. وفي خريف 2003، تركت جريدة إيران وبلدها إيران وسكنت بولاية كاليفورنيا الأمريكية. وفي هذه الفترة، نُشرت أعمالها في صحافة المنفى الفارسية منهم سيمُرغ و آرَش ونامۀ كانون نویسندگان در تبعید وجريدة شهروند الكندية‌ وغيرها. في أغسطس 2016، بدأت محمدي تصدر مجلة طَرح الأدبية، التي تركز على الشعر الفارسي المعاصر والقصة القصيرة والفن.

## مؤلفاتها
ترجمت قصائدها إلى لغات مختلفة ، بما في ذلك الإنجليزية والفرنسية والعربية والتشيكية وألمانيا والتركية والكردية والسويدية. من مؤلفاتها:
- افسانۀ بابا لیلا، رواية، 2005 (ردمك 9789646711273)
- عكس فوری عشقبازی، مجموعة شعرية، 2007 (ردمك 9781492185345)
- يواش‌های قرمز، مجموعة شعرية، 2015 (ردمك 978236612345)
- تا پلك‌ام مژه می‌زند، طاووس می‌شوی، مجموعة شعرية، 2016 (ردمك 9781780835785)
- Hug Me Against the Haze، مجموعة من قصائدها المترجمة من الفارسية إلى الإنجليزية، 2017 (ردمك 9781546980193)